# Макс Мирни
Максим Мирни (на беларуски: Максім Мірны, на латиница Maxim Mirnyi), по-известен като Макс Мирни, е беларуски тенисист, роден в Минск на 6 юли 1977 г.
Също като настоящия си партньор на двойки Йонас Бьоркман Мирни е по-добър на двойки, отколкото на сингъл. Известен е със силния си сервис - нарежда се сред най-добрите в света по този показател с 225 км/ч. Има по 2 титли от Откритото първенство на САЩ и „Ролан Гарос“ на двойки, както и от „Уимбълдън“ и Откритото първенство на САЩ на смесени двойки. Най-доброто му класиране в ранглистата на АТП за двойки е 1-во място, достигнато през юли 2003 г.а, а за сингъл – 18-о, месец по-късно.
От май 2004 г. е вицепрезидент на беларуската тенис федерация.
През 2001 г. е удостоен със званието заслужил майстор на спорта на Беларус, а през 2004 г., след победата на Беларус над Русия за Купа Дейвис, президентът Александър Лукашенко го награждава с най-високия орден в страната - Ордена на Отечеството. Мирни е посланик на добра воля на ООН в борбата със СПИН.

## Кариера
Мирни е от спортно семейство – майка му е плувкиня, а баща му е бил младежки национал по волейбол. Баща му го запалва по тениса когато е шестгодишен. През 1991 г. го изпраща да тренира в Бруклин. Десет месеца по-късно се мести в Брейдънтън, Флорида, където посещава прочутата тенис академия на Ник Болетиери.
Като юноша играе предимно в сателитни турнири, вместо в юношески турнири. Дебютира при професионалистите през 1996 г.
Печели първата си титла на двойки от турнир на АТП през 1997 в Шанхай. През 2000 г. стига до четвъртфинал на Олимпиадата в Сидни, където отпада от бъдещия бронзов медалист Томи Хаас.
През 2001 г. играе първия си финал на сингъл от турнир на АТП – в Щутгарт, като по пътя си дотам си надделява над тенисисти като Густаво Кюртен, Горан Иванишевич, Пийт Сампрас и Евгени Кафелников и спасява общо шест мачпойнта. На финала обаче губи от Томи Хаас. Година по-късно играе четвъртфинал на Откритото първенство на САЩ, най-доброто му постижение в турнир от Големия шлем. През 2003 печели единствената си титла на сингъл от турнир на АТП - в Ротердам.
На двойки има множество титли, сред които две от Откритото първенство на САЩ (2000, 2002) и две от Ролан Гарос (2005, 2006) и една от Тенис Мастърс Къп през 2006 г.
През 2004 се превръща в национален герой в Беларус, когато той и съотборниците му от отбора за Купа Дейвис побеждават Русия с 3-2 и Аржентина с 5-0, преди да загубят на полуфинала от САЩ.
Носи знамето на Беларус на летните олимпийски игри в Лондон през 2012 година, където заедно с Виктория Азаренка печели златен медал по тенис на смесени двойки.

## Кариерна статистика

#### Финали натурнири от сериите Мастърс(1)
| година | турнир          | съперник във финала | резултат      |
| ------ | --------------- | ------------------- | ------------- |
| 2001   | Щутгарт Мастърс | Томи Хаас           | 2–6, 2–6, 2–6 |

### ATP финали (1 титли; 4 финала)
|        | П–З | Година | Турнир          | Клас         | Настилка   | Опонент        | Резултат      |
| ------ | --- | ------ | --------------- | ------------ | ---------- | -------------- | ------------- |
| Загуба | 0–1 | 2001   | Щутгарт Мастърс | Мастърс      | Твърда (з) | Томи Хаас      | 2–6, 2–6, 2–6 |
| Победа | 1–1 | 2003   | Ротердам Оупън  | Межд. Голд   | Твърда (з) | Рамон Сльойтер | 7–6(7–3), 6–4 |
| Загуба | 1–2 | 2005   | Ю Ес Индор      | Межд. Голд   | Твърда (з) | Кенет Карлсен  | 5–7, 5–7      |
| Загуба | 1–3 | 2005   | Нотингам Оупън  | Международни | Трева      | Ришар Гаске    | 2–6, 3–6      |